# Sportovec roku 1988
Sportovec roku 1988 byl 30. ročník ankety sportovních novinářů o nejlepšího sportovce Československa. Vítězem se stal chodec Jozef Pribilinec, který se toho roku stal olympijským vítězem na hrách v Soulu. Šlo o jeho druhý triumf v anketě (prvně zvítězil roku 1986). Na druhé příčce skončil slovenský tenista Miloslav Mečíř - bylo to poprvé v dějinách ankety, kdy první dvě příčky obsadili slovenští sportovci. V kategorii kolektivů zvítězila mužská reprezentační lyžařská štafeta, která v závodě na 4×10 km na hrách v Calgary vybojovala bronz. Jela ve složení: Radim Nyč, Václav Korunka, Pavel Benc a Ladislav Švanda. Další pořadí v kategorii kolektivů nebylo toho roku zveřejněno.

## První desítka jednotlivci
1. Jozef Pribilinec (atletika)
2. Miloslav Mečíř (tenis)
3. Miroslav Varga (sportovní střelba)
4. Jan Železný (atletika)
5. Pavel Ploc (skoky na lyžích)
6. Jan a Jindřich Pospíšilové (kolová)
7. Miloslav Bednařík (sportovní střelba)
8. Karel Camrda (cyklokros)
9. Helena Suková – Jana Novotná (tenis)
10. Jozef Lohyňa (zápas)

## Družstva
1. československá mužská lyžařská štafeta